# Nosphistia zonara
Nosphistia zonara är en fjärilsart som beskrevs av William Chapman Hewitson 1866. Nosphistia zonara ingår i släktet Nosphistia och familjen tjockhuvuden. Inga underarter finns listade i Catalogue of Life.

## Bildgalleri

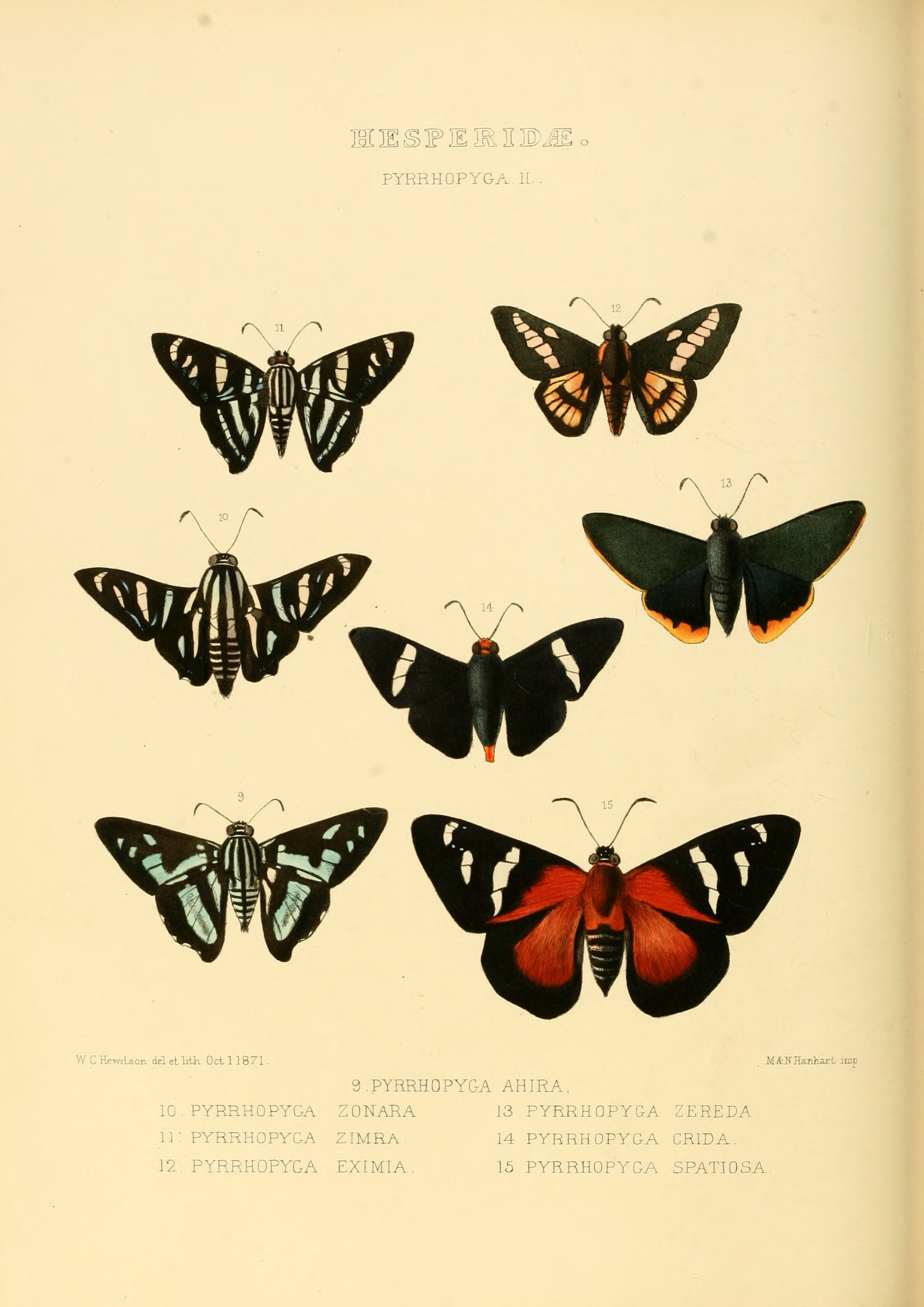